# دوك وايز
دوك وايز (بالإنجليزية: Doc Wise)‏ هو لاعب كرة قدم أمريكية أمريكي، ولد في 8 أغسطس 1967.

## وصلات خارجية
- دوك وايز على موقع JustSportsStats.com (الإنجليزية)